# Saronno Foot Ball Club 1990-1991
Questa pagina raccoglie le informazioni riguardanti il Saronno Foot Ball Club nelle competizioni ufficiali della stagione 1990-1991.

## Stagione
La stagione 1990-1991 per il Saronno è stata un viaggio in altalena. Appena promosso dall'Interregionale, vi ritorna subito avendo terminato al 17º posto il campionato di Serie C2.

## Rosa
| N. |                   | Ruolo | Calciatore             |
| -- | ----------------- | ----- | ---------------------- |
|    | Italia (bandiera) | C     | Giuseppe Bellavia      |
|    | Italia (bandiera) | D     | Roberto Beretta        |
|    | Italia (bandiera) | A     | Andrea Cattaneo        |
|    | Italia (bandiera) | C     | Gianluca Coti          |
|    | Italia (bandiera) | D     | Riccardo Galbiati      |
|    | Italia (bandiera) | D     | Salvatore Latronico    |
|    | Italia (bandiera) | P     | Enrico Lattuada        |
|    | Italia (bandiera) | C     | Eugenio Marino         |
|    | Italia (bandiera) | C     | Agostino Mastrolonardo |
|    | Italia (bandiera) | C     | Massimo Mattavelli     |
|    | Italia (bandiera) | A     | Giampietro Novara      |

| N. |                   | Ruolo | Calciatore         |
| -- | ----------------- | ----- | ------------------ |
|    | Italia (bandiera) | D     | Roberto Occhioni   |
|    | Italia (bandiera) | C     | Davide Onorini     |
|    | Italia (bandiera) | A     | Stefano Paraluppi  |
|    | Italia (bandiera) | C     | Massimo Peluffo    |
|    | Italia (bandiera) | P     | Renato Redaelli    |
|    | Italia (bandiera) | D     | Francesco Residori |
|    | Italia (bandiera) | C     | Massimo Robbiati   |
|    | Italia (bandiera) | D     | Marco Saltarelli   |
|    | Italia (bandiera) | A     | Roberto Savi       |
|    | Italia (bandiera) | A     | Enrico Todesco     |
|    | Italia (bandiera) | A     | Osvaldo Zobbio     |